# Тетево
Тетево — село  в Износковском районе Калужской области России. Административный центр сельского поселения  «Село Износки»
Корень Тать — уменьшительное от имени Евстафий.

## География
Расположено у реки Липенка. Рядом —Даниловка, Аксёново, село Льнозавод.

## Население
| 2002 | 2010 |
| ---- | ---- |
| 22   | ↘4   |

## История
В 1782 деревня Тетево  дворцовой Морозовской волости Медынского уезда.
Жители деревни  относили себя к медынским карелам.
15 января 1942-года года, сосредоточившись в районе Шанского Завода, 194-я стрелковая дивизия  перешла в наступление в юго-западном направлении. 16 января один полк занял Износки, другой — Беклеши, третий — Доманцево.  17 января дивизия подошла одним полком к Извольску, другим заняла Тетево и третьим вышла в Износки.